# Debreceni EAC (kosárlabda)
A Debreceni Egyetemi Atlétikai Club (röviden: DEAC) Debrecen városának férfi kosárlabdacsapata.

## Története
Az 1942-ben alakult kosárlabda szakosztály 1950-ig megyei szinten játszott, majd fél évszázadon át az NB II-ben folytatták. 2011 óta az NB I/B-ben szerepeltek, ahol 2015-ben már dobogós helyen végeztek, míg 2017-ben kiharcolták az NB I/A-s tagságot.
A DEAC 2011-ben vált az elsőszámú kosárlabdacsapattá a városban, akkor még mindössze két felnőtt csapattal indult a harmadosztályban. A csapat a másod- vagy alacsonyabb osztályú csapatok számára kiírt Hepp-kupát 2015-ben megnyerte, ugyanebben az évben a bajnokságban ezüstéremig jutott. A másodosztály megnyerése után, 2017-től már indulhat az NB I A-csoportjában, emellett a legtehetségesebb fiatalok továbbra is az NB I B-csoportjában versenyezhetnek. A DEAC partneri kapcsolatban áll a Debreceni Kosárlabda Akadémiával, így a keleti-régió legnagyobb utánpótlás bázisa áll a felnőtt együttesek mögött. Az elmúlt években a debreceni fiatalok rendszeresen részt vesznek az országos nyolcas döntőkön, melyet az országban csak nagyon kevés egyesület mondhat el magáról.

## Bajnoki helyezések az NB I/A csoportban
| Év        | Csapatnév     | Hely         |
| --------- | ------------- | ------------ |
| 2017–2018 | Debreceni EAC | 11.          |
| 2018–2019 | Debreceni EAC | 9.           |
| 2019–2020 | Debreceni EAC | félbeszakadt |
| 2020–2021 | Debreceni EAC | 4.           |
| 2021–2022 | DEAC-Tungsram | 10.          |
| 2022–2023 | Debreceni EAC | 6.           |
| 2023–2024 | Debreceni EAC | 8.           |
| 2024–2025 | Debreceni EAC | 5.           |

## Klubvezetés és szakmai stáb
Utolsó módosítás: 2023. szeptember 26.
| Menedzsment        | Menedzsment    | Szakmai stáb     | Szakmai stáb        |
| ------------------ | -------------- | ---------------- | ------------------- |
| Szakosztályvezető  | Becsky István  | Vezetőedző       | Andjelko Mandics    |
| Szakmai tanácsadó  | Berényi Sándor | Másodedző        | Darko Ivanovics     |
| Technikai igazgató | Varga Kata     | Erőnléti edző    | Szabó Róbert        |
| Gazdasági vezető   | Nagy Norbert   | Gyógytornász     | Takács Dániel       |
| Sajtóreferens      | Erdei Ádám     | Technikai vezető | Tankó István Márton |
|                    |                | Gyógymasszőr     | Boldizsár Ferenc    |
| Bihari Zoltán      |                | Gyógymasszőr     |                     |

## Jelenlegi játékosok
Utolsó módosítás: 2023. szeptember 26.
| Játékosok | Edzők |                |       |          |                               |                          |
| \| Mezszám \| Név \| Ország \| Poszt \| Magasság \| Életkor \| Korábbi csapat \| \| ------- \| ---------------- \| ------ \| ----- \| -------- \| ----------------------------- \| ------------------------ \| \| 7 \| Neuwirth Bence \| \| 2-3 \| 189 cm \| 2002. április 5. (23 éves) \| Utánpótlásból került fel \| \| 10 \| Kenéz Csaba \| \| 1 \| 190 cm \| 2002. szeptember 4. (22 éves) \| Egis Körmend \| \| 13 \| Dorde Drenovac \| \| 3-4 \| 197 cm \| 1992. augusztus 9. (32 éves) \| KK Mornar \| \| 20 \| Garamvölgyi Ákos \| \| 4-5 \| 200 cm \| 1994. január 28. (31 éves) \| OSE LIONS \| \| 24 \| Mócsán Bálint \| \| 2-3 \| 191 cm \| 1997. június 18. (27 éves) \| Egis Körmend \| \| 57 \| Kovács Ákos \| \| 4-5 \| 203 cm \| 2003. március 2. (22 éves) \| Umana Reyer Venice U18 \| \| \| Deon Edwin \| \| 1-2 \| 191 cm \| 1992. augusztus 9. (32 éves) \| Atomerőmű SE \| \| \| Hőgye Patrik \| \| 1-2 \| 192 cm \| 2005. április 12. (20 éves) \| PVSK \| \| \| Ságodi Róbert \| \| 1-2 \| 182 cm \| 2004. május 22. (20 éves) \| Utánpótlásból került fel \| \| \| Alekszej Carev \| \| 2-3 \| 198 cm \| 2000. február 18. (25 éves) \| OSE LIONS \| \| \| Rakeem Buckles \| \| 4 \| 201 cm \| 1990. november 15. (34 éves) \| Maccabi Rishon LeZion \| \| \| Hegedűs Brúnó \| \| 4 \| 200 cm \| 2004. június 18. (20 éves) \| Utánpótlásból került fel \| \| \| Andre Williamson \| \| 4-5 \| 202 cm \| 1989. október 13. (35 éves) \| Szolnoki Olajbányász KK \| \| \| Lovro Buljevic \| \| 5 \| 210 cm \| 1998. augusztus 12. (26 éves) \| Helios Domzale \| | Vezetőedző Andjelko Mandics Edző(k) Darko IvanovicsMegjegyzés, jelmagyarázatA dőlttel szedett játékosok az U23-as szabálynak megfelelnek. A vastagon szedettek válogatott játékosok. |                |       |          |                               |                          |
| Mezszám | Név | Ország         | Poszt | Magasság | Életkor                       | Korábbi csapat           |
| 7 | Neuwirth Bence | magyar         | 2-3   | 189 cm   | 2002. április 5. (23 éves)    | Utánpótlásból került fel |
| 10 | Kenéz Csaba | magyar         | 1     | 190 cm   | 2002. szeptember 4. (22 éves) | Egis Körmend             |
| 13 | Dorde Drenovac | szerb          | 3-4   | 197 cm   | 1992. augusztus 9. (32 éves)  | KK Mornar                |
| 20 | Garamvölgyi Ákos | magyar         | 4-5   | 200 cm   | 1994. január 28. (31 éves)    | OSE LIONS                |
| 24 | Mócsán Bálint | magyar         | 2-3   | 191 cm   | 1997. június 18. (27 éves)    | Egis Körmend             |
| 57 | Kovács Ákos | magyar         | 4-5   | 203 cm   | 2003. március 2. (22 éves)    | Umana Reyer Venice U18   |
| | Deon Edwin | USA            | 1-2   | 191 cm   | 1992. augusztus 9. (32 éves)  | Atomerőmű SE             |
| | Hőgye Patrik | magyar         | 1-2   | 192 cm   | 2005. április 12. (20 éves)   | PVSK                     |
| | Ságodi Róbert | magyar         | 1-2   | 182 cm   | 2004. május 22. (20 éves)     | Utánpótlásból került fel |
| | Alekszej Carev | magyar · szerb | 2-3   | 198 cm   | 2000. február 18. (25 éves)   | OSE LIONS                |
| | Rakeem Buckles | USA            | 4     | 201 cm   | 1990. november 15. (34 éves)  | Maccabi Rishon LeZion    |
| | Hegedűs Brúnó | magyar         | 4     | 200 cm   | 2004. június 18. (20 éves)    | Utánpótlásból került fel |
| | Andre Williamson | USA            | 4-5   | 202 cm   | 1989. október 13. (35 éves)   | Szolnoki Olajbányász KK  |
| | Lovro Buljevic | horvát         | 5     | 210 cm   | 1998. augusztus 12. (26 éves) | Helios Domzale           |

| Mezszám | Név              | Ország         | Poszt | Magasság | Életkor                       | Korábbi csapat           |
| ------- | ---------------- | -------------- | ----- | -------- | ----------------------------- | ------------------------ |
| 7       | Neuwirth Bence   | magyar         | 2-3   | 189 cm   | 2002. április 5. (23 éves)    | Utánpótlásból került fel |
| 10      | Kenéz Csaba      | magyar         | 1     | 190 cm   | 2002. szeptember 4. (22 éves) | Egis Körmend             |
| 13      | Dorde Drenovac   | szerb          | 3-4   | 197 cm   | 1992. augusztus 9. (32 éves)  | KK Mornar                |
| 20      | Garamvölgyi Ákos | magyar         | 4-5   | 200 cm   | 1994. január 28. (31 éves)    | OSE LIONS                |
| 24      | Mócsán Bálint    | magyar         | 2-3   | 191 cm   | 1997. június 18. (27 éves)    | Egis Körmend             |
| 57      | Kovács Ákos      | magyar         | 4-5   | 203 cm   | 2003. március 2. (22 éves)    | Umana Reyer Venice U18   |
|         | Deon Edwin       | USA            | 1-2   | 191 cm   | 1992. augusztus 9. (32 éves)  | Atomerőmű SE             |
|         | Hőgye Patrik     | magyar         | 1-2   | 192 cm   | 2005. április 12. (20 éves)   | PVSK                     |
|         | Ságodi Róbert    | magyar         | 1-2   | 182 cm   | 2004. május 22. (20 éves)     | Utánpótlásból került fel |
|         | Alekszej Carev   | magyar · szerb | 2-3   | 198 cm   | 2000. február 18. (25 éves)   | OSE LIONS                |
|         | Rakeem Buckles   | USA            | 4     | 201 cm   | 1990. november 15. (34 éves)  | Maccabi Rishon LeZion    |
|         | Hegedűs Brúnó    | magyar         | 4     | 200 cm   | 2004. június 18. (20 éves)    | Utánpótlásból került fel |
|         | Andre Williamson | USA            | 4-5   | 202 cm   | 1989. október 13. (35 éves)   | Szolnoki Olajbányász KK  |
|         | Lovro Buljevic   | horvát         | 5     | 210 cm   | 1998. augusztus 12. (26 éves) | Helios Domzale           |